# Ulrich von Augsburg
Der heilige Ulrich von Augsburg, lateinisch Uodalricus, althochdeutsch Uodalrîh, in der Augsburger Bischofsliste als Ulrich I. geführt, (* 890 in Wittislingen oder Augsburg, Herzogtum Alamannien, Ostfrankenreich; † 4. Juli 973 in Augsburg, Heiliges Römisches Reich) war von 923 bis 973 der 19. Bischof von Augsburg.
Meriten erwarb er sich durch die wiederholte entschlossene Verteidigung der Stadt Augsburg zu Zeiten der Ungarneinfälle im 10. Jahrhundert. Am Sieg von König Otto I. über die Ungarn bei der Schlacht auf dem Lechfeld (8. bis 10. August 955) hatte er Anteil, indem er gegnerische Kräfte noch unmittelbar vor Kampfbeginn an der Stadtbefestigung band. Um seine Rolle bei der Schlacht rankten sich im Laufe der Jahrhunderte zahlreiche Mythen und künstlerische Darstellungen.
Ulrich gilt in vielen Darstellungen als der erste in einem Heiligsprechungsverfahren (Kanonisierung) bestätigte Heilige. Papst Johannes XV. soll das Ergebnis am 3. Februar 993 beurkundet haben, aber der Wortlaut der Urkunde ist nur im Rahmen von späteren Abschriften überliefert.
Sein Gedenktag ist der 4. Juli.

## Kirchengeschichtliche Zeitumstände
Ulrich übernahm das Bistum Augsburg im Jahre 923 durch Ernennung durch den ostfränkischen König Heinrich I. Das Bistum litt damals unter den häufigen Einfällen der Ungarn ins Reich. Wegen dieser andauernden Gefahr begann Ulrich den Bau eines schützenden Mauerrings anstelle vorhandener Palisaden um die Stadt. Seinen auch staatlichen Verpflichtungen als Bischof dem jeweiligen Herrscher gegenüber kam Ulrich vorbildlich nach. Er gehörte zu deren Beratern und war auch Missionar.

## Leben
Ulrich wurde Ende des 9. Jahrhunderts im oder um das Jahr 890 geboren, sein genauer Geburtsort ist nicht bekannt, es wird jedoch angenommen, dass er entweder in Augsburg oder Wittislingen bei Dillingen geboren sein muss. Er war der Sohn des Gaugrafen Hupald von Dillingen und über seine Mutter mit dem deutschen Königshaus verwandt. Er stammte aus dem Adelsgeschlecht der Hupaldinger, den Vorfahren der Grafen von Dillingen. Seine Mutter Dietburga (auch Thietburga) war laut Pupikofer die Tochter Burchards aus dem Haus der Burchardinger. Sein Vater bereitete eine kirchliche Karriere für ihn vor und schickte ihn in die Abtei St. Gallen, wo Ulrich von 900 bis 908 studierte. Nach einem Intermezzo als Kämmerer seines Onkels, des Augsburger Bischofs Adalbero, zog er sich 909 nach dessen Tod auf die elterlichen Güter zurück. Fürsprachen beim König bewirkten, dass ihm 14 Jahre später das durch den Tod des Bischofs Hiltin vakant gewordene Amt des Augsburger Bischofs anvertraut wurde. Am 28. Dezember 923 fand seine Bischofsweihe statt.
Ulrich stand als fähiger Politiker und Seelsorger bei den deutschen Königen Heinrich I. und Otto I. in hohem Ansehen. Er konnte sich gegen Herzog Arnulf durchsetzen, der damals das Recht auf Klösterweihung ins Weltliche übertragen wollte, und ließ Augsburg im Jahre 926 während der Ungarneinfälle befestigen. Vor allem gilt er als enger Vertrauter und Weggefährte des späteren römisch-deutschen Kaisers Otto I. So ist Ulrich mindestens fünfzehnmal im Gefolge Ottos nachweisbar.
Er verstärkte die Missionsarbeit bei Klerus und Volk. Er sorgte für Klöster und unterstützte die Armen. Auf die Gestaltung der Liturgie nahm er starken Einfluss.
Im Liudolfinischen Aufstand (952–954) schlug sich Ulrich auf die Seite des Königs, obwohl damals ganz Schwaben, Franken und Bayern vom König abfielen. Später konnte er gemeinsam mit dem Churer Bischof Hartbert einen Waffenstillstand zwischen Otto I. und dessen rebellischem Sohn Liudolf vermitteln.
Im August 955 erreichten die Ungarn, die damals durch ganz Südeuropa zogen, auch Augsburg. Sie belagerten die Stadt, scheiterten aber bei der Einnahme am Mauerring. Ulrich befehligte hoch zu Ross die Verteidiger. Die Ungarn hielten sich im Umland plündernd schadlos. So zerstörten sie auch die außerhalb der Stadt gelegene Kirche der heiligen Afra. Ulrich ließ die Kirche nach dem Ende der Kämpfe wieder aufbauen. Auch den Dom in Augsburg und die von den Ungarn zerstörten Klöster und Dörfer seines Gebietes ließ er wieder errichten und war zeitweise Abt vom Kloster Kempten und vom Kloster Ottobeuren.

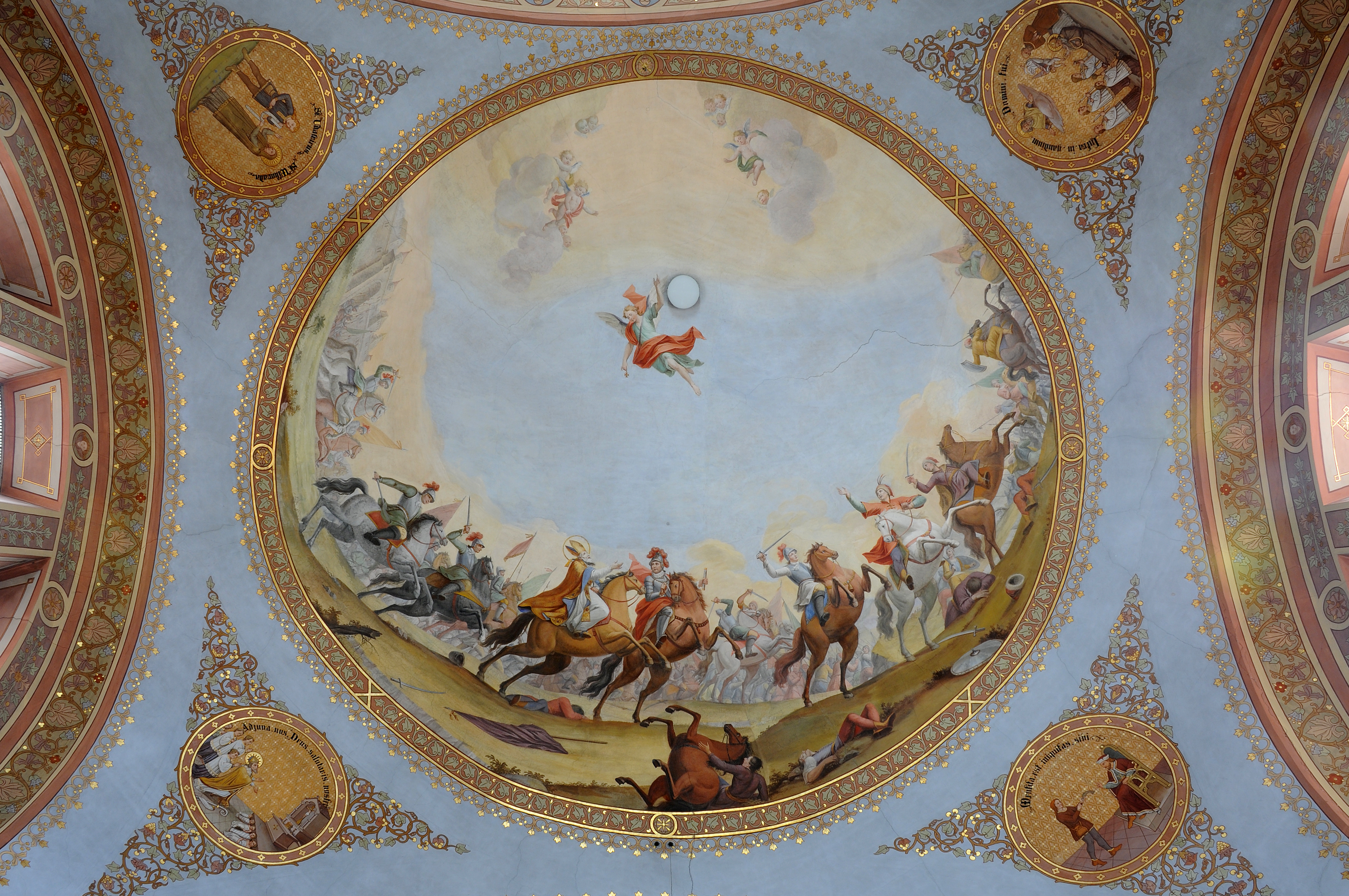
Bischof Ulrich in der Schlacht auf dem Lechfeld. Fresko des Franz Xaver Kirchebner in der Pfarrkirche St. Ulrich in Gröden

Dass es Ulrich und den Augsburgern gelungen war, die überlegenen Angreifer erfolgreich abzuwehren, war für den triumphalen Sieg des herbeigeeilten Ottos am 10. August 955 in der Schlacht auf dem Lechfeld über die Ungarn vermutlich eminent wichtig. Nach diesen Kämpfen stieg Ulrich in die obere Schicht der Mächtigen Deutschlands auf. Wohl wegen dieser Leistungen erhielt Ulrich von Otto das Privileg der Münzprägung.
Um 958 stiftete er aus eigenen Mitteln einen Schrein aus Gold und Silber für Reliquien des hl. Mauritius. Im Jahr 969 gründete er das Augsburger Kanonissenstift St. Stephan.
Ab ca. 960 begann Ulrich sich mehr und mehr zugunsten seiner geistlichen Aufgaben zurückzuziehen: 963 verlieh er die Verwaltung von Heeres- und Hofdienst an seinen Neffen Adalberto. Im Folgenden widmete er sich ganz den spirituellen Aufgaben. Er pilgerte mindestens viermal nach Rom, von wo aus er auch diverse heilige Reliquien nach Augsburg überführen konnte. Ferner reiste er viel durch sein Bistum, predigte und spendete Sakramente. Er war beim Kirchenvolk überaus beliebt.
Nach mittelalterlicher Quelle, dem Anonymus von Herrieden (um 1075), bestattete er 966 den befreundeten Eichstätter Bischof Starchand in Eichstätt.

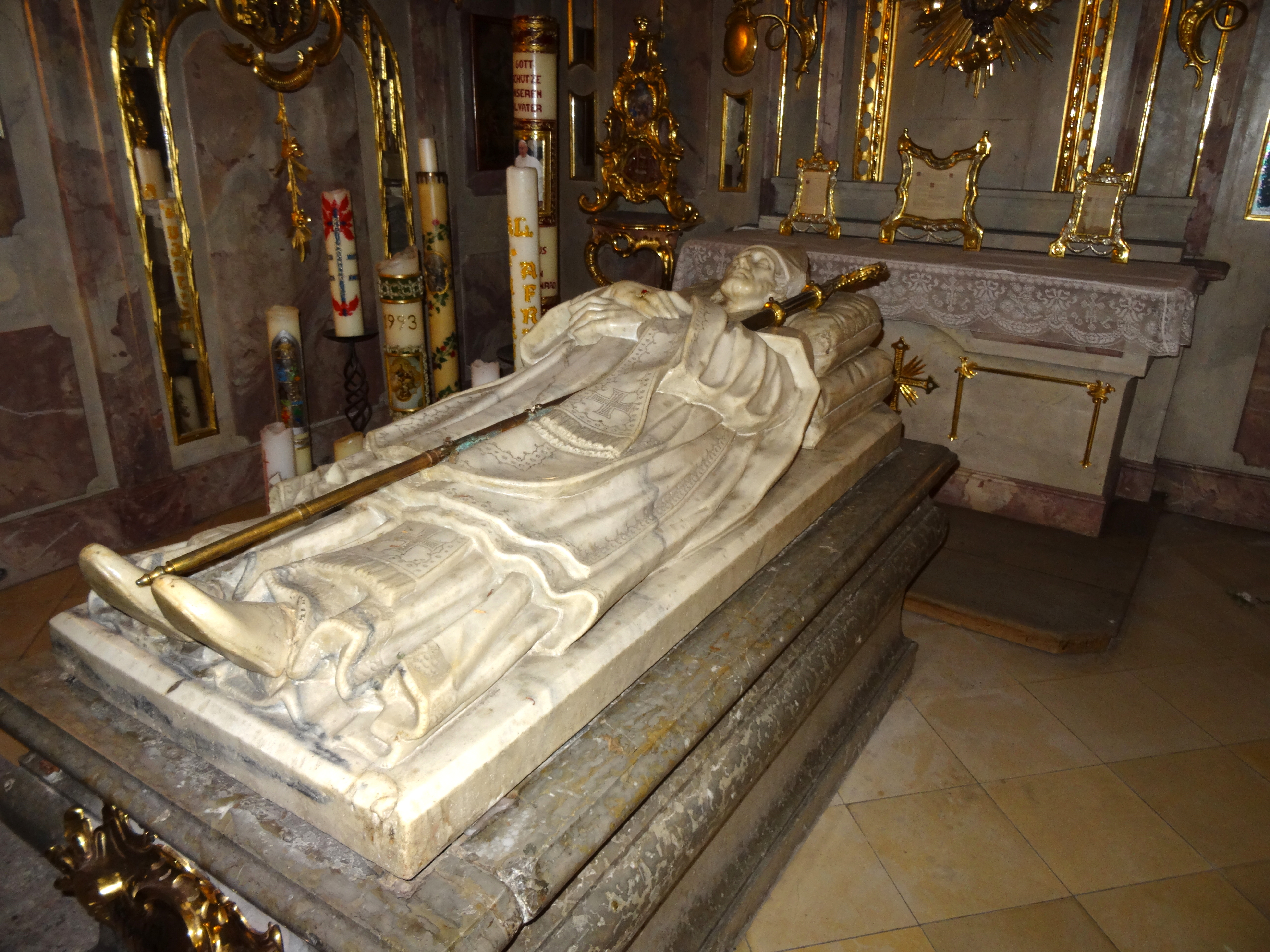
Grab

971 ging Ulrich noch einen Schritt weiter und übertrug die Verwaltung des Bistums und alle weltlichen Aufgaben des Bischofs an Adalbero. Im September 972 scheiterte er mit dem Vorhaben, auch das Bischofsamt an sich auf jenen zu übertragen und sich ins Klosterleben zurückzuziehen, am Veto des Kaisers. Am 4. Juli 973 starb Ulrich etwa in Augsburg im für die damalige Zeit sehr hohen Alter von ungefähr 83 Jahren und wurde in der wiederaufgebauten Augsburger Kirche St. Afra beigesetzt.
Ulrich, der zu Lebzeiten der wohl einflussreichste deutsche Kleriker war, schrieb auch nach seinem Tod Geschichte: Einer späteren historiographischen Überlieferung zufolge soll er am 3. Februar 993, keine zwanzig Jahre also nach seinem Tod, auf einer römischen Synode vom Papst heiliggesprochen worden sein. Ein solches formales Heiligsprechungsverfahren ist sonst aus dieser Zeit noch nicht bekannt. Ulrich wäre gegebenenfalls der Erste, der von einem Papst persönlich heiliggesprochen wurde. Unter den Fachgelehrten herrscht Uneinigkeit über die Glaubwürdigkeit dieser Überlieferung. Für eine Heiligenverehrung wurde noch im 11. Jahrhundert eine formale Heiligsprechung (Kanonisation) durch den Papst nicht für erforderlich gehalten.
Die Erinnerung an sein asketisches Leben, seine Mildtätigkeit und Frömmigkeit führte bald zu einer Verehrung im Volk, die sich über weite Teile Europas verbreitete. Vor allem in Augsburg und im süddeutschen Raum wurde sein Name als Vorname im späten Mittelalter höchst populär. 1575 schrieb Johann Fischart, dass die Augsburger alle Urli („Ulrich“) hießen.
Weit verbreitet war die Bischof Ulrich zugeschriebene Schrift Descriptio Udalrici, die behauptete, der erzwungene Zölibat sei schriftwidrig und die Sittenlosigkeit der Geistlichen könne nur durch kirchliche Heirat der Weltpriester beendet werden. Das Konzil von 1079 verurteilte diese Schrift.

## Verehrung

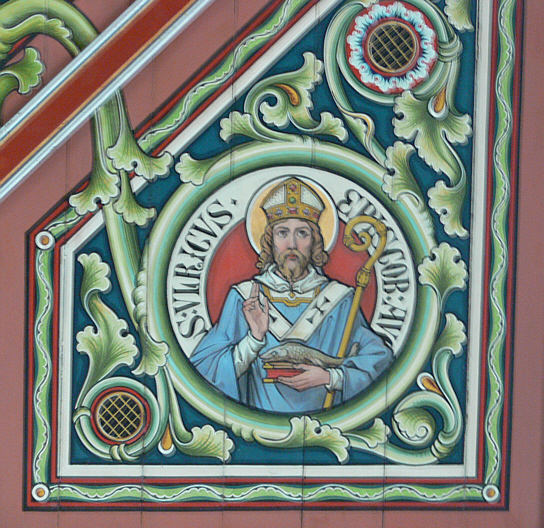
Bischof Ulrich mit einem Fisch

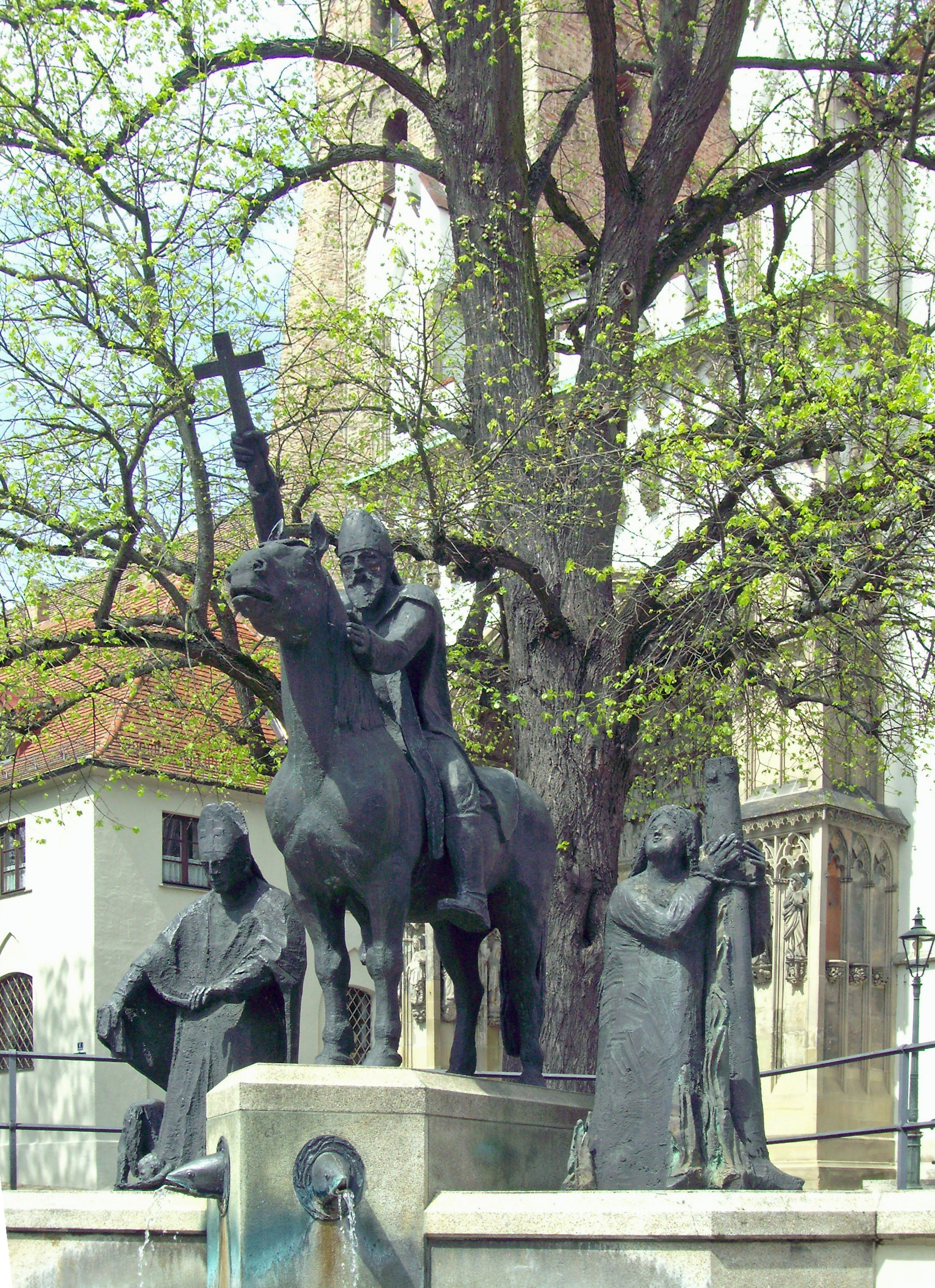
Bischof Ulrich zu Pferd auf dem Lechfeld, Statue zwischen den beiden anderen Augsburger Heiligen Afra und Simpert vor dem Augsburger Dom

Die religiöse Verehrung Ulrichs setzte schon kurz nach seiner Beisetzung ein. Unmittelbar nach seinem Tod wird er bereits als sanctus bezeichnet und verehrt. Schon zu Lebzeiten hatte er an der Südseite der neuerbauten Afrakirche seine Grabstätte errichten lassen, die unmittelbar nach seinem Tod zu einer beliebten Wallfahrtsstätte für viele Gläubige wurde.
Sein römisch-katholischer Gedenktag ist sein Todestag, der 4. Juli (nicht gebotener Gedenktag im Regionalkalender für das deutsche Sprachgebiet). Im Bistum Augsburg wird dieser Tag als Hochfest begangen („Ulrichstag“). Bis zum Reichsdeputationshauptschluss 1803 war dieser Tag auch der „Nationalfeiertag“ des Hochstifts Augsburg. Ulrich ist einer der drei Patrone der Stadt und des Bistums Augsburg. In den Alpenländern finden an diesem Tag Segnungen gegen Unwetter statt, weswegen der „Ulrichstag“ in Österreich auch „Alpensegentag“ genannt wird.
Ulrichs Gedenktag im Evangelischen Namenkalender der Evangelischen Kirche in Deutschland ist ebenfalls der 4. Juli. (Zum evangelisch-lutherischen Heiligengedenken siehe Confessio Augustana, Artikel 21.)
Die Bauernregel für seinen Gedenktag lautet: Regen am Sankt-Ulrich-Tag macht die Birnen stichig mad.
Ulrich ist der Heilige der Reisenden, Wanderer, Fischer, Weber, Winzer und Sterbenden. Er wird angerufen bei schwerer Geburt, gegen Fieber, Körperschwäche, Tobsucht und Tollwut, Ratten- und Mäuseplagen, Wassergefahren und Überschwemmungen.
Die Ulrichswoche wird jährlich anlässlich des Patroziniums zu Ehren des heiligen Ulrich begangen. Sie beginnt traditionell mit der Erhebung des Ulrichsschreins aus seinem Grab in der Krypta der Ulrichsbasilika am Abend des 3. Juli und endet am 11. Juli mit der Reponierung des Ulrichsschreins.

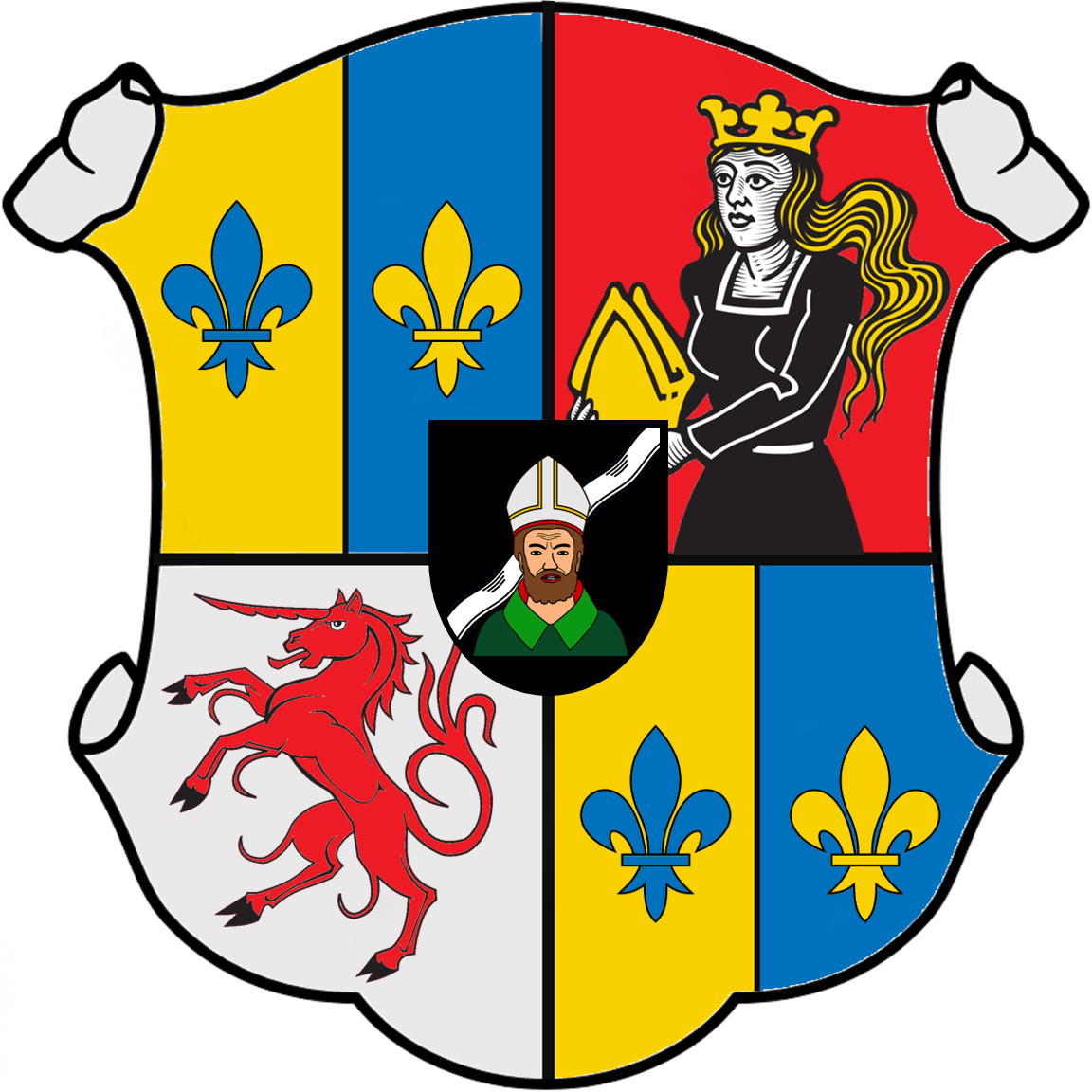
Sankt Ulrich im Wappen von Illerzell

Zahlreiche Kirchen und der Ulrichsbrunnen wurden ihm gewidmet.

## Ikonografie

Ulrichskreuz im Wappen des Landkreises Augsburg

Ulrich wird mit dem Ornat eines Bischofs und einem Fisch dargestellt, auf manchen Darstellungen häufig auch auf einem Pferd sitzend.
Die Legende erzählt, dass er einem Sendboten an einem Freitagmorgen ein Stück Bratenrest, das von seiner Abendmahlzeit am Donnerstag noch auf dem Tisch stand, als Wegzehrung für den Rückweg mitgegeben habe. Als der Bote seinem Herrn, dem Herzog von Bayern, den Frevel zum Freitagsgebot durch Vorzeigen des Fleischstückes beweisen wollte, war dieses in einen Fisch verwandelt.
Auch das Ulrichskreuz dient den Gläubigen zur Erkennung des Hl. Ulrich.

## Ulrichsstein
Unmittelbar neben der Ulrichsbrücke errichtete die Stadt 1955 anlässlich der 1000-Jahr-Feier der Schlacht auf dem Lechfeld an dem der Innenstadt zugewandten Lechufer ein Denkmal. Der so genannte Ulrichsstein entstand nach einem Entwurf von Stadtbaurat Walther Schmidt. Auf dem Stein sind zwei Szenen abgebildet. Die Schlacht auf dem Lechfeld und die Verleihung von Privilegien an die Augsburger Weber durch König Otto I.

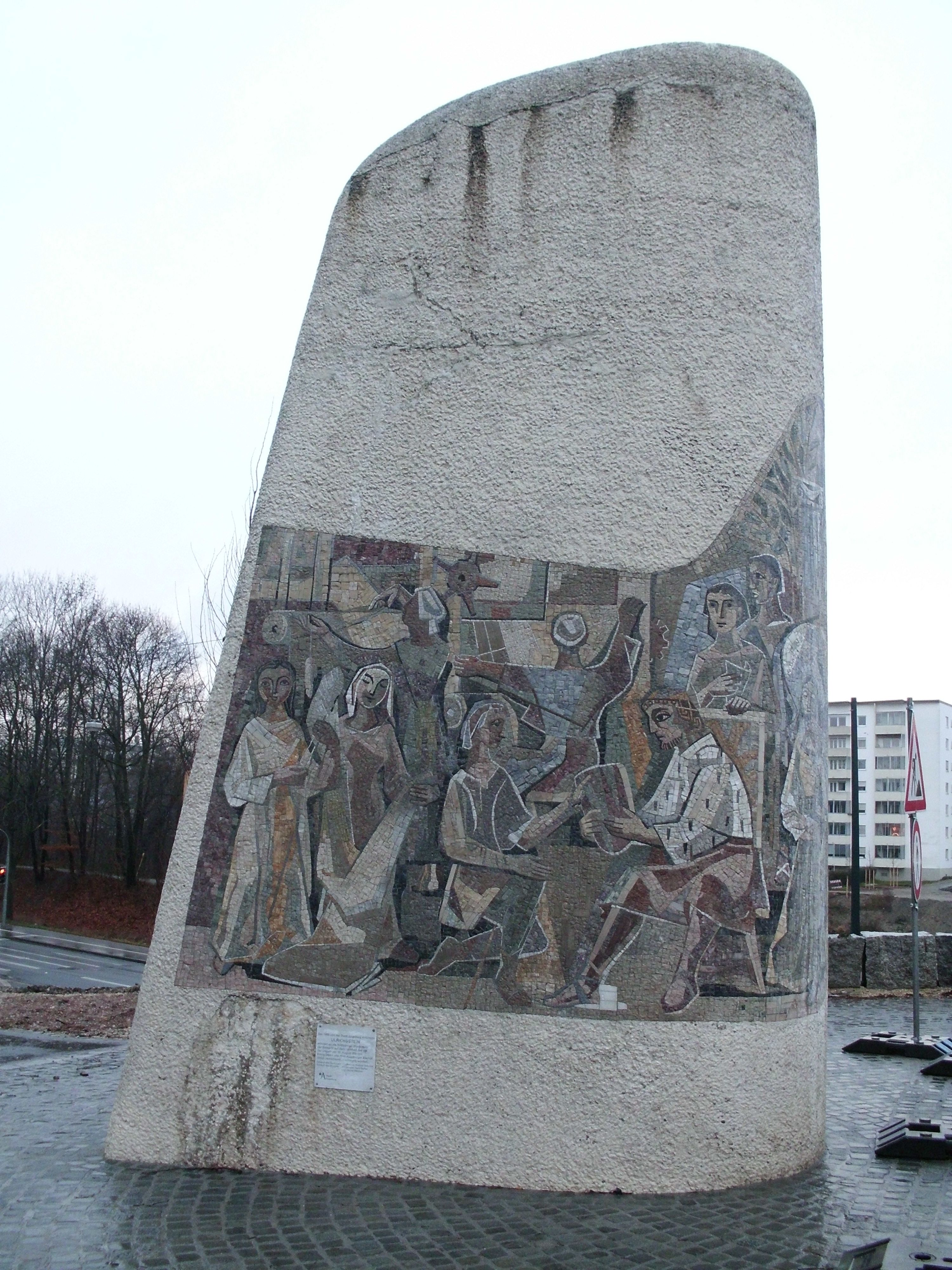
Ansicht Ulrichsstein (stadtauswärts), Verleihung von Privilegien an die Augsburger Weber durch Kaiser Otto I.
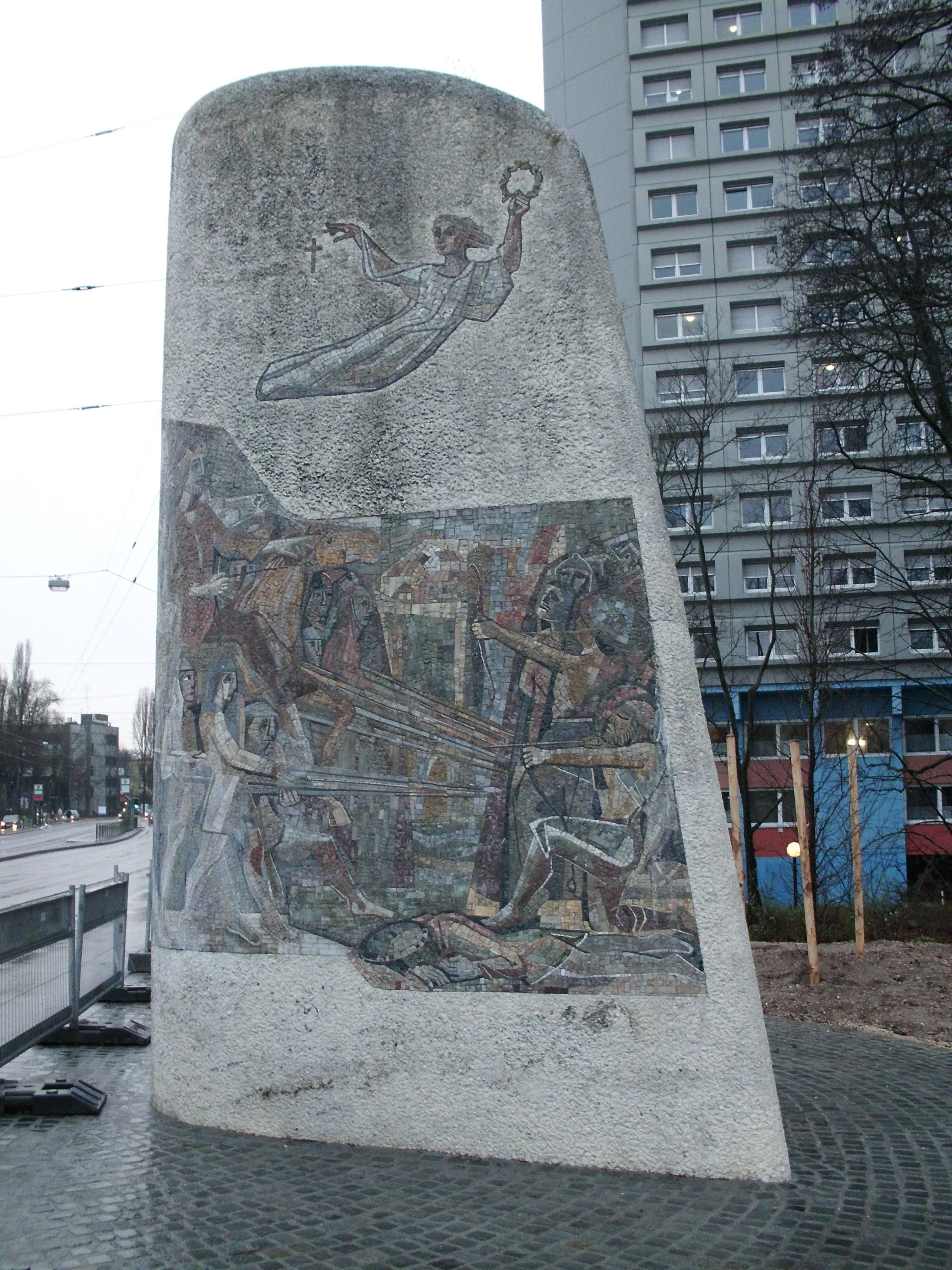
Ansicht Ulrichsstein (stadteinwärts), Schlacht auf dem Lechfeld
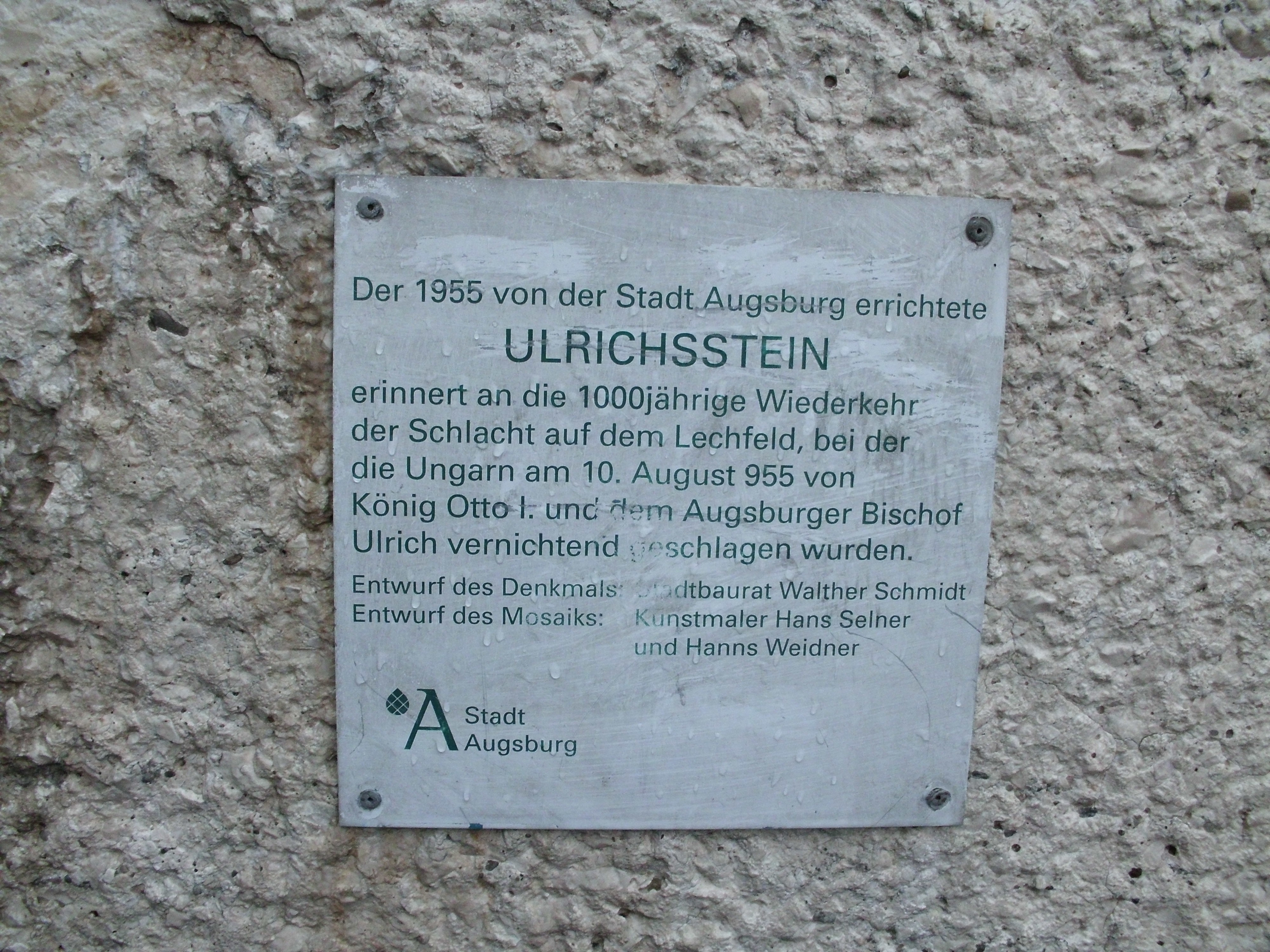
Hinweistafel am Denkmal